# 甲斐はるか
甲斐 はるか（かい はるか ）は、日本のグラビアアイドル・タレント、モデル、歌手。
東京都出身。ワンエイトプロモーション所属。

## 経歴
2013年、自身にとって初のDVD『ハツドリ』が発売される。
2014年、2枚目のDVD『やわらかはるか』が発売される。2015年にはスーパー耐久「BOMEX PRISM GALS」の一員としてレースクイーン活動を行った（他メンバーは藍田愛、三田羽衣）。
2016年4月1日、それまで所属していたECPからワンエイトプロモーションに移籍。ワンエイトの先輩に当たる西村麻依とは小学生時代からの親友。

## 作品

### DVD
1. ハツドリ（2013年8月30日、グラッソ）
2. やわらかはるか（2014年2月28日、グラッソ）
3. 清楚なお姉さんは好きですか?（2016年11月25日、グラッソ）
4. 美・Body（2017年9月29日、グラッソ）

## 出演

### テレビ
- 「360°まる見え！VRアイドル水泳大会」(2017年4月25日、フジテレビ)[12]

### ウェブテレビ
- モヤモヤさまぁ～ず２（配信オリジナル）しこしこさまぁ～ず３（2017年10月22日、ネットもテレ東、テレビ東京YouTube ch）

### 舞台
- レベル5ぐらい〜人の価値と数だけあるオムニバス人生〜（2016年1月28日 - 31日、高田馬場BEAST）
- ドブ恋6（2016年6月7日 - 12日、千本桜ホール）

### イベント
- TOKYO GRAVURE IDOL FESTIVAL 2017（2017年8月4日 – 6日、TOKYO IDOL FESTIVAL 2017　GRAND MARKET）[13]